# Hanno
Hanno (také Hannón) je mužské křestní jméno, které má své kořeny ve starověkém Kartágu, kde se objevovalo dosti často. V punštině slovo Hanno (Annôn) znamená „milosrdný, vlídný“.

## Hanno v jiných jazycích
- Arabsky: Hanan (حنان)
- Hebrejsky: Hanan (חנן)
- Libanonsky: Hanna (حنا)

## Známí nositelé jména
Kartáginci:
- Hanno Mořeplavec – cestovatel, který plul v 5. století př. n. l. podél afrického pobřeží
- Hanno Veliký – politik a generál ze 4. století př. n. l., případně aristokrat ze 3. století př. n. l.
- Hanno starší – generál, který sloužil pod Hannibalem ve druhé punské válce

Kůň:
- Hanno (kůň) – vítěz Velké pardubické z roku 1886 (na jeho počest nese stejné jméno i autobus č. 204 pardubického dopravního podniku[1])